# 윌버포스 (고양이)
윌버포스(영어: Wilberforce, ?~1988년)는 1973년부터 1987년까지 다우닝 가 10번지에서 살았던 고양이였다. 에드워드 히스, 해럴드 윌슨, 제임스 캘러헌, 마거릿 대처 등 총 네 명의 총리를 거쳐갔다. 윌버포스의 주요 임무는 쥐를 잡는 것이었다. ‘영국에서 가장 쥐를 잘 잡는 고양이’로 불렸다.
마거릿 대처의 전 언론 담당 비서 버나드 잉엄(Bernard Ingham)에 따르면 윌버포스는 평범한 고양이로, 대처가 '모스크바 슈퍼마켓에서 산 정어리 통조림 하나'를 준 적이 있었다고 한다. 1983년 총선 당시 BBC 선거 프로그램의 진행자였던 에스터 란첸(Esther Rantzen)은 다우닝 가 10번지에서 직접 윌버포스를 안고 소개하기도 하였다.
1986년 4월 3일에 은퇴하였으며, 2년 뒤인 1988년 죽었다.